# 綠長柳珊瑚
綠長柳珊瑚(學名:Plexaurella nutans)是長柳珊瑚科底下的一個種。大型、分枝相當稀疏的軟珊瑚，高度超過 1 m。 樹枝很粗，並且在整個珊瑚都是如此， 許多分支的末端是棒狀的。每個珊瑚蟲的孔是窄縫，而不是圓形的。它是一種相對罕見的物種，發現於加勒比海地區的淺海。

## 特徵
珊瑚通常很高，有稀疏的分枝，分支上有粗長的枝條和纖細的觸手；高度大約1.5 m 。綠長柳珊瑚幾乎都是方解石，枝條末端含方解石的量高達85%，通常分支是二分法，末端分支長10-15 mm， 頂端通常稍大或呈球根狀。有明顯的狹縫狀孔洞，形成的半球形丘。孔的直徑為 2-2.5 毫米，形狀從圓形到狹縫狀。
顏色為棕褐色、淺棕色至紫紅色，在酒精中呈油灰色或淺棕色。
珊瑚蟲的骨針長0.3mm，鈍狀的；軸狀骨骼的骨針有紡錘型、叉型和絞盤型，後者通常有兩條較長的射線，長 0.15-0.25mm；中層的骨針有細紡錘型、較大、三放射狀、四放射狀，長約0.45mm；表面骨針的形狀是絞盤型有著兩條較長的射線長約0.075-0.2mm。

## 天敵
袖扣海兔螺會在其棲息的長柳珊瑚科上刮食。

## 差異
比 P. dichotoma 或 P. grisea 長得更高，且孔的間距更遠且較高，最不同的地方是較大的四放射狀的骨片（直徑達 0.5 毫米），中層有細長的枝條。

## 分布
分布在水溫20°C - 28°C(68 °F - 82.4 °F)，水深1 - 27公尺的地區。
出現地點:貝里斯、佛罗里达州、墨西哥灣、宏都拉斯、牙買加、巴拿馬、巴哈馬、安提瓜和巴布達、千里達及托巴哥、美國、哥倫比亞、委內瑞拉、荷屬安地列斯。

## 資料來源
1. ↑  . www.marinespecies.org.   [2023-09-24]. （原始内容存档于2022-10-01）.
2. ↑  . coralpedia.bio.warwick.ac.uk.   [2023-09-24]. （原始内容存档于2023-11-30）.
3. ↑  . Fresh N Marine.   [2023-09-24]. （原始内容存档于2023-09-26） （英语）.
4. 1 2 3  . nsuworks.nova.edu.   [2023-09-24]. （原始内容存档于2024-01-23）.
5. ↑  . www.reeflex.net.   [2023-09-24]. （原始内容存档于2013-06-14）.
6. ↑   （英语）.